# Seeberg (Gemeinde Fuschl)
Seeberg ist eine Rotte in der Gemeinde Fuschl am See im Nordosten des österreichischen Bundeslandes Salzburg.
Seeberg befindet sich nordöstlich von Fuschl und nordöstlich von der Rotte Seewinkl beim nordöstlichen „Winkel“ des Fuschlsees. Durch den Ort verläuft die L227, die in Fuschl von der Wolfgangsee Straße abzweigt und nach Thalgau führt.